# Snuifmolen
Een snuifmolen is een molen die gebruikt wordt om snuiftabak te maken van tabaksbladeren. Het type is een industriemolen. Er staan in Nederland tegenwoordig nog twee snuifmolens: De Lelie en De Ster. Ze zijn tevens specerijmolen. Beide molens staan in de Rotterdamse wijk Kralingen.

## Werking
De snuiftabak wordt op een van de twee volgende wijzen gemaakt.
Er komen hele tabaksbladeren naar de molen die gedroogd zijn. Deze worden gesausd, dat wil zeggen verrijkt met een mengsel van kruiden en andere toevoegingen die de tabak een specifiek karakter geven. Voor rapesnuif worden de tabaksbladeren vervolgens in linnen doeken gewikkeld tot zgn. karotten en strak omwonden te drogen gelegd. Dit proces wordt na twee weken herhaald, waarna de bladeren worden ontdaan van het doek en bijeengebonden worden om gedurende lange tijd te fermenteren. Ten slotte wordt de tabak in houten tonnen gelegd, waarna er 4 beitels op gaan heien. Dat gaat net zo lang door totdat de bladeren fijn genoeg zijn. Bij stelensnuif wordt het omwikkelen, het drogen en fermenteren overgeslagen.

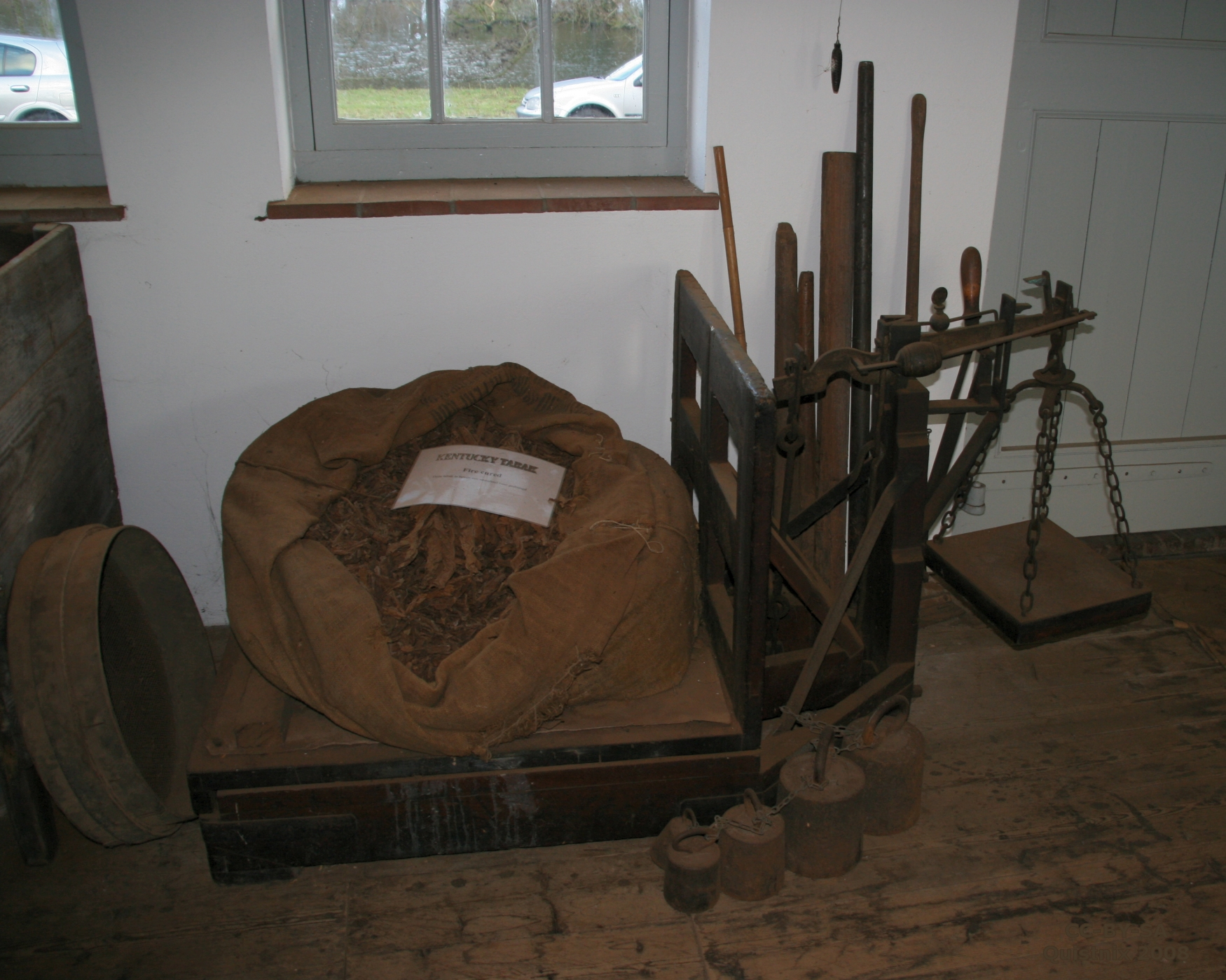
Een zak Kentucky-tabak op een weegschaal
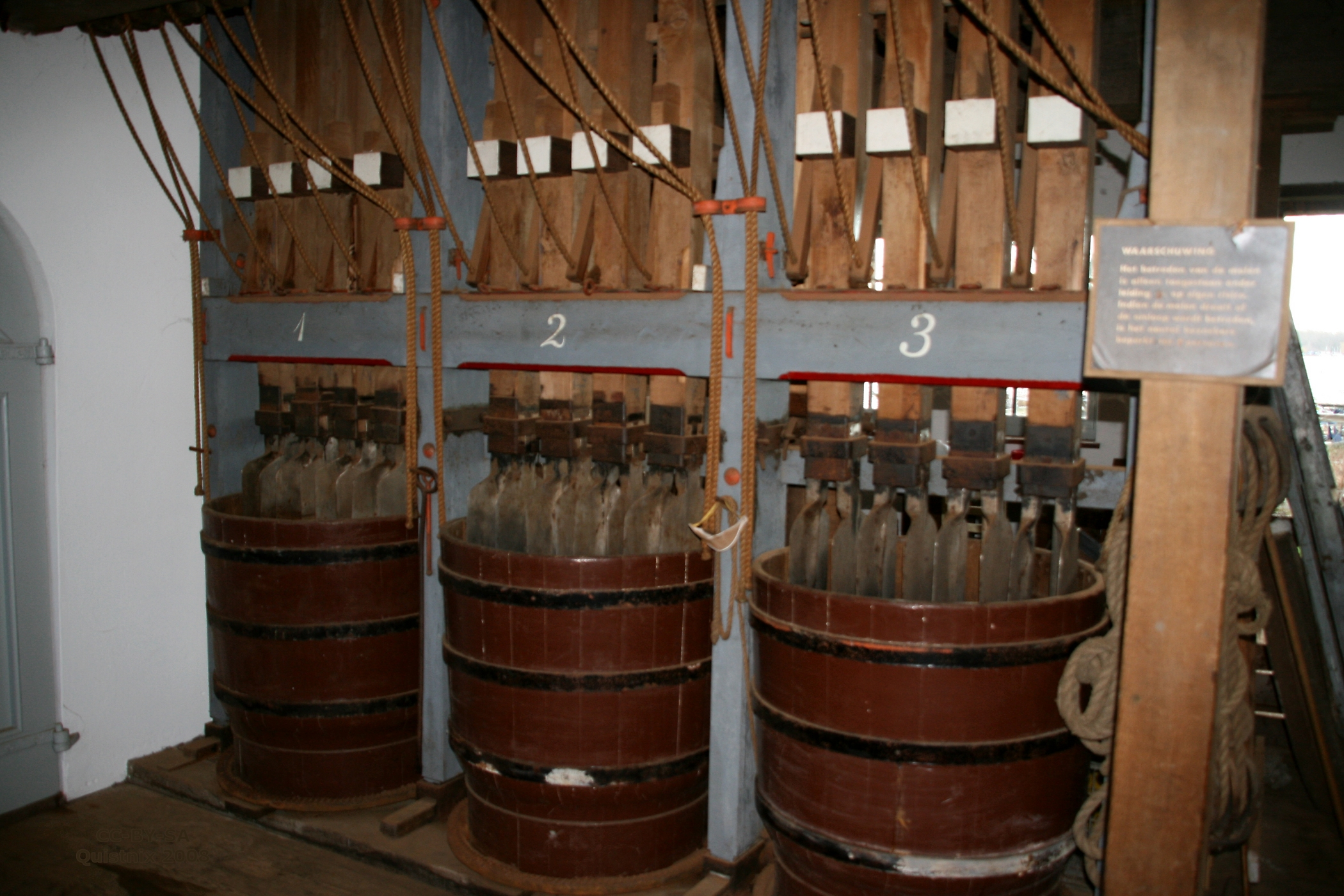
Stampkuipen
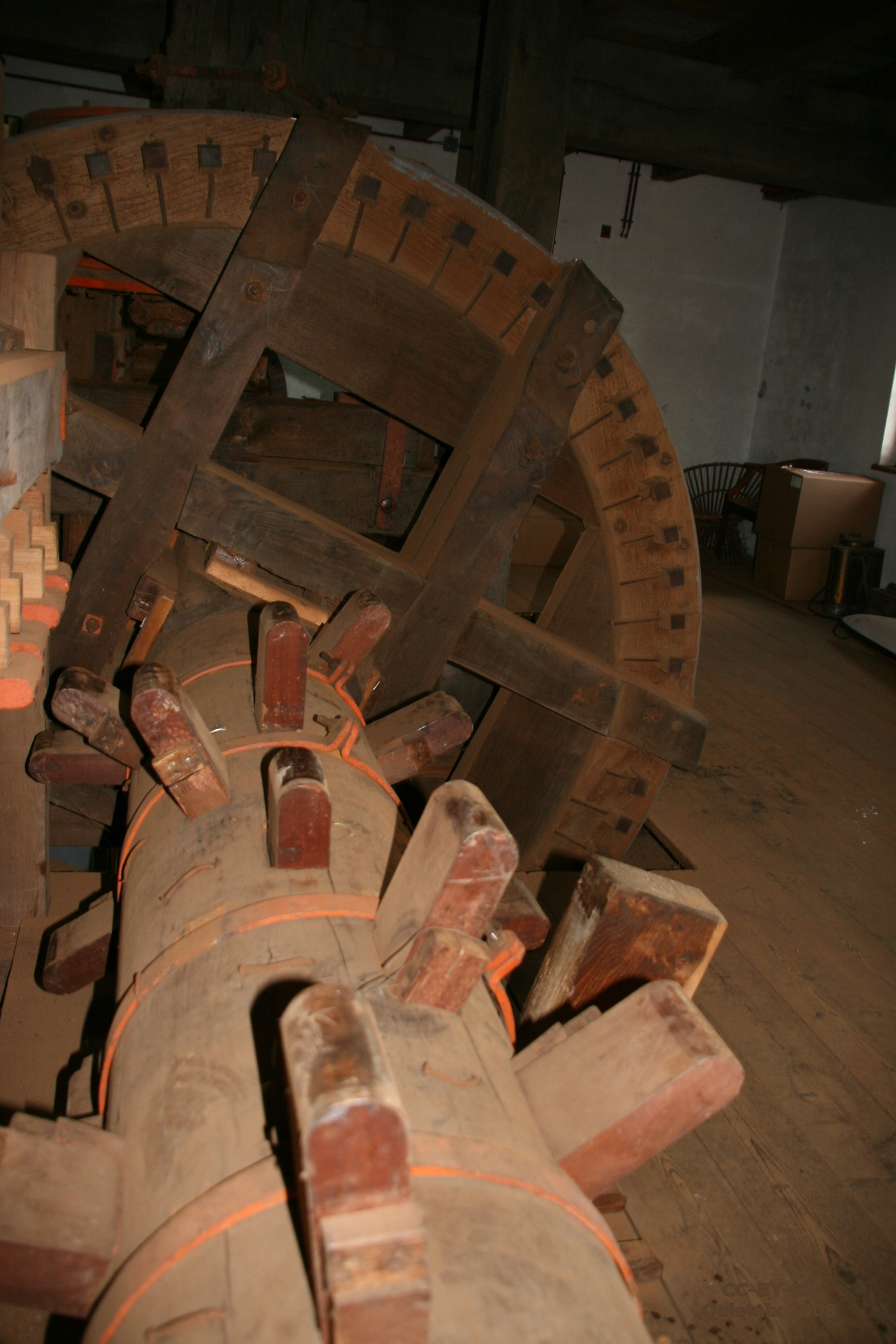
Wentelwiel en wentelas ten behoeve van de stampers

beukmolen ·
blauwselmolen ·
cacaomolen ·
hennepklopmolen ·
ijzermolen ·
koldermolen ·
kopermolen ·
korenmolen ·
krijtmolen ·
kruitmolen ·
loodwitmolen ·
mosterdmolen ·
moutmolen ·
oliemolen ·
papiermolen ·
pelmolen ·
pepermolen ·
poldermolen ·
schelpzandmolen ·
schorsmolen ·
slijpmolen ·
snuifmolen ·
specerijenmolen ·
spinmolen ·
trasmolen ·
verfmolen ·
volmolen ·
zaagmolen